# 54. østlige længdekreds
Den 54. østlige længdekreds (eller 54 grader østlig længde) er en længdekreds, der ligger 54 grader øst for nulmeridianen. Den løber gennem Ishavet, Europa, Asien, det Indiske Ocean, det Sydlige Ishav og Antarktis.